# Мбайе, Ибраим
Ибраи́м Мбайе́ (фр. Ibrahim Mbaye; родился 24 января 2008) — французский футболист, вингер клуба «Пари Сен-Жермен».

## Клубная карьера
Воспитанник команд «Гюйанкур», «Версаль» и «Пари Сен-Жермен». В августе 2024 года Мбайе принял участие в предсезонной подготовке вместе с основной командой «парижан», выйдя в стартовом составе в товарищеских встречах со «Штурмом» и «РБ Лейпциг». В матче с австрийским клубом также отметился забитым мячом.
16 августа 2024 года Ибраим Мбайе дебютировал в профессиональном футболе, выйдя в стартовом составе на матч Лиги 1 против клуба «Гавр». 29 марта 2025 года вышел на замену в матче чемпионата Франции против «Сент-Этьена» и забил свой первый гол за «Пари Сен-Жермен».

## Карьера в сборной
Выступал за сборную Франции до 16 лет.

## Достижения
«Пари Сен-Жермен»
- Чемпион Франции: 2024/25
- Обладатель Кубка Франции: 2024/25
- Победитель Лиги чемпионов УЕФА: 2024/25
- Обладатель Суперкубка УЕФА: 2025